# مستیک (نیویورک)
مستیک (به انگلیسی: Mastic) یک منطقهٔ مسکونی در ایالات متحده آمریکا است که در شهرستان سافک، نیویورک واقع شده‌است. مستیک ۱۰٫۳ کیلومتر مربع مساحت و ۱۵٬۴۸۱ نفر جمعیت دارد و ۹ متر بالاتر از سطح دریا واقع شده‌است.